# 銅鑼灣書店事件
銅鑼灣書店事件是於2015年10月至12月期間，香港「銅鑼灣書店」（現於台灣復店）五人陸續失蹤之事件。失蹤5人是該店母公司巨流傳媒有限公司的股東桂民海與呂波、業務經理張志平、銅鑼灣書店經營者李波以及店長林榮基。失蹤半個月到3個月後，全部人員證實身處中國大陸並受有關當局控制。特別是李波失踪案，因為除了他其他4人是在泰國與中國大陸失蹤的，但由於李波是在香港境內失蹤，因此格外受到香港與澳門社會的廣泛關注，質疑他是否被人強行由香港境內擄至中國大陸，及有否牽涉中國大陸官方人員跨境綁架。事件令香港人擔憂「一國兩制」、言論自由、出版自由及人身自由受到破壞。事件轟動國際，美國、加拿大、歐盟及日本等紛紛發表聲明表示關注，並要求中國解釋及釋放失蹤人士。2019年11月23日，自稱中共特工的王立強叛逃澳洲，在訪問中透露有六名特工將李波從香港銅鑼灣書店的書庫帶走，直接帶往中國大陸。他自己則負責談判，並執行後續任務。

## 背景

### 銅鑼灣書店
銅鑼灣書店由林榮基於1994年創辦。2014年，書店賣予「巨流傳媒有限公司」。「巨流傳媒有限公司」由三名股東持有，分別為桂民海（34%）、李波妻子蔡嘉蘋（筆名舒非；34%）及呂波（32%）。除了普通文藝歷史書籍之外，書店還出售不少中國大陸無法出版及發售的政治書籍而聞名，很多到香港旅遊的大陸人都會專程前來購買政治類書籍。
2015年11月，涉及事件的陳顯誠開始和李波接觸，向李波表示，其老闆對銅鑼灣書店有興趣，希望接手書店。11月12日陳顯誠與李波簽約，正式接手書店，委派一名年約30歲的鄧小姐看店，陳顯誠則間中到店中視察。

### 出版被中共視為政治禁書的書籍
香港人在《基本法》的保障下享有言論及出版自由，但某些香港出版的書籍會被大陸視為禁書（下稱「大陸禁書」），禁止在中國大陸買賣及流傳，此類書籍多與中國政治或中共高層有關，除了披露過去計劃經濟的歷史內幕，也針對當代的領導人醜聞等極敏感的類別，因而偶獲中方口頭警告，但總體來看過往中共當局多對此採取寬容態度，2000年代時出版此類書刊大多睜一隻眼閉一隻眼，2012年中共十八大上習近平出任中國共產黨中央委員會總書記後官方的態度漸趨強硬。
銅鑼灣書店原計劃出版有關現任中共總書記習近平情史與情人等私生活內幕的書。英國《衛報》指神秘書籍名為《習近平和他的六個女人》（Xi and His Six Women），主要敘述習近平婚前和一名女電視主播之間的關係。失蹤前受訪的李波稱桂民海因寫領導人高官情婦而屢收警告，「我想有些人不想看到那書流出市面，他們捉走與該書有關的人士，確保書籍不會出現。」熟悉中國時政的香港中文大學教授林和立則根據消息說桂民海計劃出版的新書名是《習近平的六個女人》（Six Women of Xi Jinping）或《習近平的情人》（The Lovers of Xi Jinping），指中方除了要阻止他們出版習近平情史，還要取走該批令習近平尷尬的資料，指當局「可能問了早前擄走的4人幾個月都問不到這些資料，所以連負責管倉的李波也要抓起來問」。
在2015年，中國進行台港反動媒體清理、打擊銷售政治性有害出版物的違規經營活動。銅鑼灣書店售賣政治敏感的「禁書」就在當年被清理，因而發生此事件。

### 香港出版人屢受中國大陸打壓
2013年10月，出版余杰作品《中國教父習近平》的香港晨鐘書局出版人姚文田在深圳被捕。直至2015年5月7日，當時已屆73歲的姚才在深圳中級法院被控「共同走私普通貨物罪」，判入獄10年、罰款25萬元人民幣。姚文田被捕後，《中》的出版計劃被迫懸置，後來「五七學社」負責人武宜三承諾接手出版，但在「收到一個令人恐懼的電話」後，抵受不住恫嚇而宣告放棄。
2014年5月，香港政論刊物《新維月刊》、《臉譜》創辦人王健民與雜誌編輯咼中校，先後在深圳家中被公安帶走，兩人被羈押超過兩年後分別被判監五年三個月及兩年三個月。同案的王健民太太徐中雲及自由撰稿人劉海濤被判緩刑。

## 失蹤者
報稱失蹤的5名人士，詳情如下：
| 姓名   | 失蹤 年齡 | 國籍                          | 出生 日期    | 身份                                                           | 失蹤 日期            | 失蹤地點與原因                                                                                             | 返港 日期     | 參考                        |
| ------ | --------- | ----------------------------- | ------------ | -------------------------------------------------------------- | -------------------- | --- | ------------- | --------------------------- |
| 呂波   | 54—55歲   | 中华人民共和国（香港）        | 1970年       | 銅鑼灣書店母公司「巨流傳媒有限公司」總經理、「巨流」三股東之一 | 2015年10月14日       | | 2016年3月4日  | [ 9 ] [ 19 ]                |
| 桂民海 | 61歲      | 瑞典                          | 1964年5月5日 | 「巨流」三股東之一                                             | 2015年10月17日       | 泰國芭提雅公寓被一名男子帶走。其後有四名男子搜索其公寓，企圖帶走桂的電腦，但被管理人員阻止，最後空手而回。 | 未回港        | [ 9 ] [ 20 ] [ 21 ]         |
| 林榮基 | 69歲      | 中华人民共和国（香港）        | 1955年12月   | 銅鑼灣書店店長及創辦人                                         | 2015年10月24日       | 在深圳過關時被拘留                                                                                         | 2016年6月14日 | [ 22 ] [ 23 ] [ 24 ] [ 25 ] |
| 張志平 | 41—42歲   | 中华人民共和国（香港）        | 1983年       | 「巨流」業務經理                                               | 2015年10月14日或24日 | | 2016年3月6日  | [ 9 ] [ 26 ]                |
| 李波   | 74—75歲   | 中华人民共和国（香港） · 英国 | 1950年       | 「巨流」三股東之一蔡嘉蘋的丈夫及書店的經營者。                 | 2015年12月30日       | 在香港柴灣與客人於倉庫取書後失蹤。                                                                         | 2016年3月24日 | [ 9 ] [ 28 ] [ 15 ] [ 29 ]  |

## 失蹤經過

### 前4名失蹤者
第一名失蹤者是「巨流傳媒有限公司」股東、銅鑼灣書店總經理呂波。呂波表示「腰痛」到大陸東北醫病後，便失去聯絡。他於2015年10月14日最後使用書局電腦。及後傳出他從深圳妻子寓所被帶走的消息。
第二名失蹤者是「巨流傳媒有限公司」股東桂民海。桂民海於2015年10月17日於泰國芭提雅公寓被一名男子帶走。其後桂民海曾三次致電其公寓大廈物業管理處報平安，表示自己正在「弄電腦」，但未有透露所在地。他最後一次與物業管理處聯絡是於2015年11月10日。
第三名失蹤者是「巨流傳媒有限公司」業務經理張志平。他表示居於東莞鳳崗鎮的懷孕妻子「出了狀況」後，與書局失去聯絡。2015年10月14日或24日，據稱他在鳳崗鎮妻子寓所被十多名持槍便衣人士帶走。鳳崗鎮中一名自稱為張志平哥哥的男子向傳媒稱張暫時安全，但未有透露其所在地。
第四名失蹤者是銅鑼灣書店店長及創辦人林榮基。林榮基與妻子居於香港，但因打理書局事務繁忙，並不經常見面。林榮基於2015年10月24日失蹤，其妻於11月5日向香港警方報警，數小時後收到林致電報平安，香港警方亦以此為理由拒絕跟進案件。香港入境處接受媒體查詢時拒絕透露林榮基有否出境紀錄，故當初未知林榮基是否於香港失蹤，直到林本人於2016年6月返港後，召開記者會才交代是在深圳過關時被內地便衣人员帶走。

### 李波在香港失蹤
四人失蹤後，書店經營者之一的李波曾就此事接受英國廣播公司（BBC）採訪，因擔心自己被報復而要求匿名。其妻蔡嘉蘋為《大公報》專欄作家及「巨流」三股東之一，李波受訪時坦言政治書題材愈敏感愈暢銷，但他近年已「不敢返回大陸」，他原以為只要他不回大陸就不會「被失蹤」，但仍於2015年12月30日與客人在倉庫取書後失蹤。
其妻蔡嘉蘋接受《蘋果日报》採訪時指出，當日突然有人打電話訂購十多本書，店員5時許下班後，李波親自包好包括《習近平暗通薄熙來》、《習近平後院失火》、《中國新領袖：習近平傳》、《習近平家族》及《習近平和他的六個女人》等十幾本書，随即失蹤，由於相關書本已不在，其太太懷疑李波是外出送貨時被帶走。
2016年1月12日，明報聲称從多個渠道得悉，李波最後在香港被人看到是12月30日下午6時許。當時他乘升降機離開柴灣康民工業中心的貨倉，懷疑被一名頭戴鴨嘴帽的男子跟隨，另外升降機中還有多名在該大廈工作的職員。目擊者稱，李波離開大廈時，被多名男子帶上一架客貨車，當時有人曾經喝止。複數目擊者稱由於擔心被人報復，拒絕對記者多談。
前銅鑼灣書店經理胡志偉於6月17日網上電台D100節目《風波裏的自由Phone》中透露，李波的確是被擄至內地。胡指李當日在柴灣偏僻處遭9名大漢推上七人車，從陸路帶返大陸。他續稱李曾向他承認，身處大陸期間被拘留於浙江，亦即桂民海的家鄉。胡曾勸李講出真相，但李指受到恐嚇：「如果反抗，一世活在恐怖中。」

## 下落和消息
五名人士失蹤多月後，陸續有消息証實他們身處中國大陸。其後，五人先後在大陸接受中央電視台、鳳凰衛視、星島日報、澎湃新聞等媒體的訪問，李波在訪問中聲稱是“自願偷渡回內地協助調查”。其餘等人又在訪問裡“認罪”，表示認識到自己的錯誤，又一同指証桂民海。五人其後先後返港，不約而同地要求警方銷案，亦同稱不需香港政府協助。五人中只有林榮基在2016年6月16日公開現身講述被拘留的情況。

### 李波的下落
李波在2015年12月30日失踪幾小時後，李太太接到丈夫（李波）的電話，來電顯示電話是從深圳打來。她丈夫異常地用普通話而非平時交流的廣東話跟她對話，表示因要配合調查暫時回不了家，又說如果自己表現合作，就可以從輕，當時電話中有背景音用普通話說「對，配合就沒問題」，但當丈夫提到「深圳」兩字時，欲言又止，疑被警告閉嘴。不久李波又來電，謂「妳可能都明白發生甚麼事」，警告她不要把事情弄大，因這樣做沒有好處。又謂「妳（李太）一直要我把公司收起來，我也打算要結束」。李太懷疑丈夫是被中國公安以非法手段绑架至深圳，又感覺丈夫所講的話是說給監視他的公安人員聽的。
2016年1月2日，蔡嘉蘋第三度接到丈夫電話「報平安」，多番追問是否身處深圳不果。當她要求與李波身旁的人通電話時，電話隨即被人掛斷。香港警方到巨流位於柴灣的倉庫翻查閉路電視，追查李波行蹤及聯絡其身邊人。綜合執法機關消息，李波並沒有離開香港的出境紀录，回鄉證也依然留在家中。
1月4日，無綫新聞於晚上引述消息指，蔡嘉蘋已透過第三者與丈夫取得聯絡，並已到警署銷案。消息確認蔡嘉蘋當日下午曾到警署銷案，但因事件已受到高度關注，故警方會繼續調查。台灣中央社報導，書店員工收到李波以傳真方式寄出的信件，聲稱已採取「自己的方式」返回中國大陸，配合「有關方面」的調查。
1月9日，《頭條日報》於約十時半上載一條短片，稱李波妻子接到丈夫以短片方式「報平安」，片中李波坐在沙發前神情平靜，精神飽滿，聲稱返回中國大陸純屬個人行為，與他人無關。他又指不希望有人拿他返回中國大陸的事情大做文章，令他和家人受很大壓力。李波妻子指看到李波樣貌後稍為安心，冀丈夫能早日回家。
1月18日，香港警方於傍晚收到廣東省公安廳警務聯絡科有關李波失蹤事件的覆函，指「經了解，李波現在內地」。
2月29日，大陆《環球時報》专访李波，称香港「被失踪」书店股东李波是自愿回内地配合调查。李承认“我是在朋友的帮助下偷渡回内地的，所以没有用到“回乡证”，具体情况不方便透露。”并附有几张与妻子春节期间在内地游玩的照片。同日，李波在內地一家賓館與香港警方會面，晚間鳳凰衛視播出李波的訪談，李波表示「是自己偷渡回內地協助調查，是自願的，不涉及綁架」，並指「由於外界炒作其居英權問題，所以決定放棄英國國籍」。對此，英國外交部回應，已向中國要求對李波進行領事探訪以提供必要協助，但未獲允許。
3月24日，李波返回香港向警方銷案，稱不需要特區政府協助，入境處及警方分別和他會面錄取口供，但他拒透露是以什麼方法偷渡到大陸。25日，他在陳顯誠的陪同下於街上接受媒體採訪，重申沒有受到威脅，自己人身自由，其後和陳顯誠一同坐上一輛七人車返回大陸。

### 桂民海的下落
2015年11月3日，有四名男子搜索其公寓，其中一人自稱「何偉」，又稱桂民海與友人在柬埔寨賭博。四人企圖帶走桂的電腦，但被管理人員阻止，最後空手而回。11月6日，桂民海致電居於德國的妻子報平安。其友人貝嶺向泰國當局報警。同日，桂民海向居於英國的女兒發訊息，指已存錢到她的銀行帳戶，希望女兒一切都好。由於桂民海是瑞典籍公民，其女兒亦向瑞典駐英國使館求助。
失蹤3個月後，2016年1月17日，桂民海證實被中國執法機構扣押。新華社發表文章，聲稱瑞典籍的書店老闆桂敏海（即桂民海），涉及2003年12月一宗發生在寧波市的車禍，桂敏海因酒後駕車導致一女大學生死亡，被判兩年徒刑緩刑兩年，但桂在缓刑期間借用他人身份證潛逃出國，因而被法院取消緩刑，被中國政府通輯至今。文章指桂在2015年10月向公安機關投案自首，同時引述桂的聲明：「回國投案自首是我個人自願的選擇，和任何人無關。這是我自己應該承擔的責任，我不希望任何個人和機構介入或者干預我回國的事情，甚至進行惡意炒作。」同日，中國中央電視台資訊節目《東方時空》發布了桂敏海的專訪畫面，桂敏海在鏡頭面前親口承認涉案，並哽咽表示自己因為潛逃而無法為父親奔喪，因而現在想回國自首，承擔自己的責任，並向受害者家屬道歉。
獨立中文筆會會長貝嶺從桂民海的朋友處証實，醉駕案的確有發生過，案中一名年輕女子喪生，但他不相信桂民海在去年自首。

### 林榮基等人的下落
2016年2月29日，鳳凰衛視播放林榮基、吕波、張志平的“訪問”片段，片段中3人皆“認罪”，表示認識到自己的錯誤，又一同指証桂民海。
3月2日，香港警方表示接獲廣東警方覆函，表示指證桂民海涉及「非法經營罪」的吕波、張志平及林榮基三人將獲取保候審。
3月4日，吕波返回香港與香港警方會面，並要求銷案。3月7日，張志平也返回香港就其失蹤一案要求銷案。两人皆拒絕向外界透露更多詳情。《南華早報》指兩人返港數小時後又回到大陸。但《星島日報》在3月17日刊出“獨家報道”，指在3月16日在沙田街頭“偶遇”張志平，訪問了他，張自稱自己人身自由，可自由往返中港兩地，又稱是為照顧懷孕的妻子才到香港買嬰兒用品，所以才會馬上返回大陸。
6月14日，林榮基從內地返港，同時向警方銷案，並於6月16日召開記者會揭示他的失蹤真相。

## 林榮基在港記者會
2016年6月16日，林榮基原被中國大陸當局要求把銅鑼灣書店的客戶資料拿回大陸，但他在途中改變主意，決定召開記者會交代事件。林聯絡了民主黨立法會議員何俊仁在立法會召開記者會。記者會在當天下午6時45分開始，林詳細說明了他被當局拘留的情況，引起香港以至外國的關注。
林榮基於記者會上憶述的「被失蹤」時序：
| 日期                | 地點                                                              | 經歷 |
| ------------------- | ----------------------------------------------------------------- | --- |
| 2015-10-24          | 羅湖關口、深圳派出所                                              | 林過關時被深圳關員帶到一旁，後有至少11人將他帶上七人車，抵達深圳一派出所後被沒收證件。期間林多番追問犯了何事，但得不到答覆。晚上有關人員查問其個人資料，林整夜坐在犯人椅上不得睡覺。 |
| 2015-10-25          | 由深圳轉移至浙江寧波                                              | 早上7時許，戴上手銬、眼罩、鴨舌帽的林被帶上動車，經過13-14小時的車程後被轉移至寧波一幢巨大建筑物2楼的一个不足300呎的房间，更換囚衣及作身體檢查。房間內設24小時運作的監視器，所有設施被軟墊包裹，亦有其他嚴密措拖防止自殺。當晚林再度追問所犯何事，仍得不到答覆。                                                                                               |
| 2015-10-26          | 據Now新聞引述消息稱，林榮基在寧波被拘禁的建築物為寧波慈谿市看守所 | 下午，在未被知會拘留原因下，林被迫签紙答应放弃联络家人及聘请律师，其後有關人員才開始詢問有關銅鑼灣書店的事宜，當中包括林的職位、書店的經營狀況、幫大陸讀者寄書的原因等。 |
| 2015-10-27至2016-03 | 寧波不明建築物內一細小房间                                        | 五個月內，林被六组人24小时輪流看守，喪失自由。林在这个房间被中央專案組人員提审20-30次，外出提审两次，當中曾審問有關一些大陸視為政治禁書的撰稿人資料，又要求林指認購書客戶的身份。有由北京派來的人員辱罵及威嚇林，指當局對林這類人「不會手軟」。外出提审期間看到建築物內有其他被囚人。林又在「有導演、有台詞」下被迫拍攝認罪片段，有關片段於2月在鳳凰衛視播出。 |
| 2016-04至2016-06-14 | 广东韶关一處地方                                                  | 林由寧波被轉移至广东韶关，其後被安排到圖書館工作，不能離開韶關特定範圍。在韶關期間曾被安排到深圳麒麟山莊與李波、呂波及張志平飲茶，全程被監視及錄影。某夜凌晨1時有兩名小姐拍門疑招攬色情生意或色诱供罪。经长时间交涉后，林被获准返港探望家人，但条件是他必須把铜锣湾书店客户订书的硬件資料帶回大陸，作为日後的呈堂证据。                                        |
| 2016-06-14          | 由韶關至深圳關口、香港                                            | 上午7時許，林在史先生及中央專案組處長陳先生的陪同下，在韶關乘高鐵到深圳過關。中午抵港後，林按史、陳要求向香港警方銷案。在港期間史、陳怕與林同行被拍而分道而行，但林需使用他們提供的手機以短訊報告行蹤。 |
| 2016-06-15          | 香港                                                              | 下午，林按要求到李波辦事處取客戶訂書紀錄的硬件，發現硬件內容並非訂書紀錄，因想有更多時間逗留在港，延至深夜才通知中央專案組人員稱錯取電腦硬件。 |
| 2016-06-16          | 香港                                                              | 上午，林找李波取回正確的硬件資料，閒談期李向林稱自己是在非自願的情況下於香港被帶至大陸。中午林到達九龍塘站準備帶資料轉乘东铁綫返回中國大陸，但經深思後決定聯絡民主黨議員何俊仁，當晚在何的陪同下召開記者會交代失蹤真相。 |

林榮基表示自己改變決定召開記者會，是因為被6,000名他不認識的香港人上街支持而受感動。「如果我哋唔出聲，香港就無得救……亦都話畀全世界嘅人知香港人嘅底線，香港人係唔會向強權屈服。」（如果我們不發聲，香港就沒得救……也告訴給全世界的人聽香港人的底線，香港人是不會向強權屈服。），並強調這已非他個人的事，而是關乎全體香港人的人權及自由，認為銅鑼灣書店事件說明了中國大陸違反一國兩制，已經逼到香港人無路可退，並有恃無恐地以為他們不敢反抗。對於香港政府，林表明香港政府無法幫助他，對梁振英無話可說，因為他什麼都沒有做，又認為香港警方不是站在香港市民一方。
他指銅鑼灣書店是一家根據香港法律下合法經營的小書店，在香港寄書亦是合法行為，若中國大陸認為他在香港違反了中國的法律，應該在法庭以法律途徑檢控他。林亦指，其女朋友目前仍然被當局拘留，因此這次出來道出真相承受很大壓力，並希望當局善待其女朋友和其他被拘的書店人員。

### 書店同事及其女友之回應
在記者會後，李波先是表示不作回應。翌日才在Facebook回應説，他沒有向林榮基説過自己是在香港被掳走，而自己是受到寧波公安局而不是被中央專案組調查，他也表示自己從沒有複製過任何資料給公安。《星島日報》则先後发表了对呂波、張志平、林榮基女友在大陸的专访，當中呂波和張志平指責林榮基胡说，「沒想到林榮基是這樣一個不誠實的人，自己犯了錯就應該勇敢承認，承擔法律責任」，質疑林榮基背後“有人操縱”，违背了“做一個香港人起碼的良知和底線”。還身處中国大陆的二人均称受到公安的优待，不存在被逼认罪、被迫接受采访。而林榮基女友説自己是被騙感情代寄禁書，還指林非常自私而且不像男人，只顧自己政治利益。林榮基表示不會和他們對質，因為他們都是身不由己，他們及其親屬仍身在大陸，對質只會害了他們。又嘆李波已經失去免於恐懼的自由，要講違心話；亦對女友表示愧疚，因為無法幫助她。

## 疑似中共間諜王立強進一步披露事件
2019年11月23日，美國《紐約時報》、澳洲《時代報》、《雪梨晨鋒報》、《60 分鐘》，以及華文媒體《看中國》均有報道，一個化名為王立強的人自稱間諜，向澳洲政府發出 17 頁信件投誠，請求政治庇護。事件引起全球譁然，其中王立強提到，自己有份參與策劃綁架銅鑼灣書店經營者李波，以及有份對香港異見者作網路攻擊。他表示，中共綁架李波，是因為書店售賣令中共不快的書，當中包括《習近平和他的六個女人》。
但後經證實，王立強間諜身份虛假，澳大利亞政府拒絕為他提供政治庇護。

## 影響

### 出版界
銅鑼灣書店事件後，引起了業界的恐慌，其中與銅鑼灣書店相隔不遠的樂文書店同樣有售賣大陸禁書，該店經理林壁芬表示，書店基於安全問題，會「調整政策」並提高警覺，多加注意售賣的政治類書籍會否過於敏感，又言不希望因此而「負上如此大代價」。
《南華早報》報道指總部位於新加坡的連鎖書店葉壹堂（Page One）在香港已經把大陸境内禁售書籍全部下架，所有門店將來亦不會再出售該類書籍。《蘋果日報》曾報道葉壹堂指示無限期暫停售賣「所有與中華人民共和國和中國共產黨有關的敏感書籍」，理由是「近日的新聞」，但葉壹堂事後稱刊登的指示文件屬僞造。
開放出版社總編輯金鍾告知余杰，由於遭到巨大驚恐壓力，再三斟酌後決定暫停出版余杰原定於一月出版的新書《習近平的惡夢》。
林榮基在記者會中透露中國大陸要求他交出購買大陸禁書的客戶資料後，同樣銷售中共禁書的序言書室宣布，今後不會再記錄任何會員的購書紀錄。

## 各界回應

### 香港

#### 政府官員
政务司司长林郑月娥於2016年1月2日回应時表示，政府非常關心港人在本港或外地的安全，已知悉警務處正處理事件。而保安局表示警方已收到報案，正積極調查，若有消息稱失蹤者在本港以外地方出現，警方會按情况與當地執法機構聯絡，尋求協助，不評論各揣測性報道。
2016年1月4日中午，行政长官梁振英对媒体就此事发言，称特区政府高度关注事件，對於輿論说事件可能涉及内地执法人员在香港执法，他申明根据一国两制及基本法规定，只有香港执法人员有权在香港执法，如果香港以外的执法人员在港执法，是违反香港基本法的。1月5日，梁振英又呼籲失蹤者本人提供失蹤資料。

#### 立法會議員
民主黨立法會議員何俊仁表示事件是政治綁架，當局早已不滿書店與出版社收集資料出版禁書，他呼籲港人要守住底線。
新民黨立法會議員田北辰表示失蹤事件令人費解，將去信深圳及中聯辦，了解書店人士連串失蹤事故，要求深圳交代有否拘留相關人士。
公民黨立法會議員毛孟靜表示，今次事件並非簡單失蹤案件，而是與香港保安政策及出版自由等息息相關，若證實中國大陸公安在港執法，是徹底破壞「一國兩制」原則，要求保安局及警務處盡快派員到立法會解釋事件。又表示，從環境證供顯示，書店股東之一李波極有可能在香港境內，被中國大陸公安掳至深圳問話，目的是要阻止書店繼續出版政治禁書，同時產生寒蟬效應，令其他香港出版者不敢再出售大陸政治刊物，嚴重打壓港人言論及出版自由。
金融界立法會議員吳亮星，公開引述一名「老朋友」稱「被传铜锣湾书局五人先後分别乘坐『洗頭艇』偷渡回中國大陸『宿娼嫖妓』，被公安當場逮捕，並被拍下片段為證。其中主角李某的老婆已收到有關嫖娼證據，故『死死地氣』向警方銷案。」李波太太晚上透過傳媒回應吳亮星的「嫖妓論」，指吳的言論無恥、出乎意料、也當香港人白癡，會對吳亮星保留法律追究責任。吳亮星其後就言論道歉，李妻拒絕接受。
自由黨立法會議員田北俊表示，雖然他和很多商界人士都覺得，中國大陸人員來港執法的說法不明，但如果港府沒有確實證據而繼續任人傳播，可能令其他國家人士質疑本港的安全度，要求政府盡快澄清。

#### 社會團體
香港記者協會及獨立評論人協會於2016年1月2日致函香港中聯辦主任張曉明、廣東省公安廳廳長李春生，以及特區政府政制及內地事務局局長譚志源，要求釐清問題，以釋港人疑慮。
學民思潮成員周庭推測是「大陸警方有組織跨國逮捕港人」。她稱，若推測屬實，表示「一國兩制」、香港《基本法》已被侵蝕。形容此事件是「白色恐怖」。
公民黨成員譚文豪於2016年1月2日發起「一人一書籤」行動，呼籲市民到書店鐵閘掛上書籤，以示對書店股東的支持。
社會民主連線黃浩銘等人於2016年1月3日至中聯辦抗議。

#### 個人
英國籍香港作家陶傑表示所謂「出版禁書、應有此報」之說，是許多香港「基層市民」對英式的法治精神的認知缺陷。
時事評論員程翔表示那封信強調平安，但説不出其他東西，甚至為何來深圳，都是所謂「用自己方式」，在扣押期間，你（被扣押者）對外通訊的每句説話，都是經過對方（扣押者、控制你的人）反覆思量、推拷。憑這幾點與他親身經歷的跡象來看，就可以很肯定，李先生（李波）現在處於被人強力控制的一種状況。他又指有些人奇怪她（李波的妻子）為何銷案。但在某種壓力下，如果被告知「低調會快一點放人」，礙於人性，他想自己也會這樣做。
香港次文化流行作者林忌指桂民海失蹤之前十幾分鐘，仍在泰國的芭堤雅購物，竟可以變成偷渡去中國「自首」。又指李波三封所謂家書前後矛盾：由9日的「完全我的個人行為，與他人無關」，到17日的"被桂民海連累"，去中國協助調查11年前已經判了緩刑的車禍。又斥這種當世人是弱智的欺骗手法，就是「中國人」的最大票房毒藥，令人今生，也不做中國人。
擁有新加坡籍的香港本土派人士馮敬恩在得悉事件後到入境事務處辦理取消中國國籍手續，及後表示避免被扣押往中國並不可以有新加坡的領事保護，並要求傳媒為他作證。

### 中华人民共和国

#### 政府官員
中國外交部發言人華春瑩1月5日在例行新聞發布會上再次被問及這案件時說「不了解有關事情，無法作具體評論」。同日外交部部長王毅就着英國方面確定失蹤者之一李波是英國公民一事回應，指李波「首先是中國公民」，也未確定失蹤者是被中方執法人員扣留，呼籲各方勿作「無謂猜測」。
2016年1月15日，中聯辦新任法律部長王振民表示非常關注事件，但強調不論中央或香港政府，都一定會嚴格遵循一國兩制方針政策，嚴格按照《基本法》，「依法處理涉及兩地的所有事務」。
2016年6月1日，中国外长王毅在加拿大首都渥太华与加拿大外长迪翁举行联合记者会。BBC报道来自加拿大iPolitics的女记者阿曼达·康纳利（Amanda Connolly）代表五家加拿大媒体向总理迪翁提问，涉及中国人权和铜锣湾书店事件。王毅通过翻译斥责：“你的问题充斥对中国的偏见及反中国……我不知道为何你会这样发问。这是完全不能接受的。”并说“没有人比中国人更了解中国的人权状况。” 
2016年6月17日，中國外交部發言人華春瑩回應林榮基在港召開記者會，稱林榮基是中國公民，中國部門有權依法處理。而李波本人已否認是被人帶回大陸，因此一國兩制沒有受到破壞。

#### 官方媒體
中共黨媒《人民日報》旗下的《環球時報》於1月4日刊文，指責有關書店的書籍「成為一些政治謠言的源頭」，又認為少數港人不應動輒質疑「一國兩制」，並指港人應該「相信國家，相信基本法」。該報1月6日又刊文，承認中方有調查銅鑼灣書店，又指內地警員不能把李波「五花大綁」帶過邊境，但「全世界的強力部門通常都有規避法律讓一個被調查者進行配合的辦法，既達到開展工作的目的，又不跨越制度的底線。」這篇文章被部分香港傳媒以及其他國際傳媒視為默認或變相承認是中國執法人員違法到香港將李波掳走。
在林榮基在港記者會披露被抓詳情以後，《環球時報》于6月17日发表評論文章，稱林榮基在大陸犯事，公安對其採取的強制行動符合内地法治原則。但没有透露任何具体的法律条文，及解释为何林在未定罪情况下，被拘禁八個月之久。文章稱林現在可以召開記者會，反映香港仍有自由。文章又稱林非當事人，因此林的説法不能証實李波是在香港被帶回大陸。文章又指，大陸當局已為消除香港輿論的多慮作出不懈努力，但香港輿論仍在向大陸“鬥爭”，是不符合一國兩制的真諦的。該文章刊於官方網站六小时後即被自行删除。
7月6日，《环球时报》对林荣基在港记者会中透露的信息进行全面的批驳。文章称是林主动放弃律师辩护，主动申请在取保候审期间于广东居住；林自知中国大陆禁售无出版书号图书后，仍非法销售图书；林还自称自己的书很烂。《环球时报》还引述某媒对林荣基在大陆女友的采访，称林和她交往的目的是利用其售书。《环球时报》称，看到林在港记者会的消息后，韶关市图书馆馆长陈伟清非常气愤，称在香港的林一定是被人利用；宁波市公安局也敦促林荣基返回大陆，否则“对其变更刑事强制措施”。文末《环球时报》引用专家评论称，“港人在内地违法犯罪被内地警方采取行动，这并不违反一国两制”，同时指称过去一国两制“过于强调两制，而忽略了一国”，称香港变成了“一个内地逃犯的天堂”。
同日，中国中央电视台在《东方时空》节目中也播放了林荣基在浙江被拘留时接受审讯的画面。视频中，林荣基说自己“触犯大陆法律”，并说明如何透过关系人将书籍贩售到中国大陆。

### 其他國家及地区
- 英國：英国外交、聯邦及發展事務部發言人於2016年1月4日向BBC中文网表示，對相關報道「深表關切」[97]。同年1月5日，正在訪華的英國外交大臣夏文達在北京和中華人民共和國外交部部長王毅共同召開新闻發布會時表示，確定失蹤者之一李波是英國公民，並呼籲香港與中国當局協助尋找其下落[92]。夏文達說要知道發生了何事、何人對事件負責，並認為有人在香港失蹤，然後在另一個司法管轄區受到指控，是嚴重違反一國兩制、香港基本法和1984年中英聯合聲明[104]。
- 瑞典：瑞典外交部向泰國當局明確表示，對於瑞典籍桂民海被帶走事件「非常嚴肅看待」[105][44]。瑞典外相沃爾斯特羅姆指摘中國扣留桂民海，又強迫他在電視上認罪是不能接受，她要求中方提供資料及安排瑞典官員與他們會面[106]。
- 中華民國：2016年1月5日，中國國民黨主席及2016年總統選舉候選人朱立倫表示「港府或中方一定要給公眾清楚明確的答案」。1月6日，另一位總統候選人、民主進步黨主席蔡英文亦表示希望香港和北京政府澄清事件，並公布具體措施確保香港的言論自由[107]。
- 歐盟：2016年1月7日，歐洲對外事務部就此事件表示極度擔憂[108]，指如中国大陆執法機關在香港運作，是違反一國兩制原則的，並指尊重言論自由是所有自由社會的基石。對失蹤5人至今仍然毫無音訊感到極度憂慮，促請中國、泰國及香港依法展開調查[5]。
- 美國：2016年1月8日，美國國務院發言人柯比在例行記者會中表示，美國對事件感到不安，跟香港人一樣關注失蹤事件。同意香港行政長官1月4日表示的關注及其潛在含意，且會密切關心事態發展[3]。美國參議院軍事委員會主席約翰·麥凱恩表示其剛看到與北京政府意見不一致的香港人受到壓制、遭到綁架。又看到香港回歸中國時所簽署的協議被違反[109]。2016年2月1日，美國國務院發言人柯比在例行記者會中,再就事件表示深刻關注。他呼籲中國澄清失蹤五人的狀況及他們是在什麼情況下失蹤，並讓他們回家。他又指事件令人嚴重質疑中國對香港自治及一國兩制的承諾[4]。2016年5月24日，桂民海女兒到美國國會聽證會，批評中國當局綁架其父，呼籲各國政府幫助其父獲釋[110]。
- 日本：2016年1月14日，內閣官房長官菅義偉在記者會中表示，日本正在高度關心地注視這事件，並指尊重言論自由、基本人權及法治是國際社會的普遍價值，這些價值在香港得到保障是極其重要的。如果出現了違反這些價值的情況，日本政府會非常關注[6][111]。

### 其他
2015年11月20日，國際特赦組織發放新聞稿表示，泰國與中國素有合作打壓言論自由，促請兩國公開桂民海的所在地及情況，及立刻釋放桂民海。
流亡美國的中國大陸異見詩人貝嶺指中共秘密警察，如果沒有香港警察配合，就直接來香港作出拘捕，是非常嚴重的事。這樣便顯示中共不惜用任何手段，打壓香港政治出版，踐踏香港新聞出版自由。又認為，桂民海被指涉及車禍一事與桂民海「被綁架」回國是兩件事情。又指，桂民海沒有在泰國的出境紀錄，根本不能回國「自首」，綁架是違反國際法的行為。
2016年1月2日，有網民在美國白宮網站《我們人民》為銅鑼灣書店5名股東及工作人員失蹤一事發起聯署，希望得到美方關注。截至2016年1月15日，已獲得逾29,000個簽名。
2016年1月2日，國際黑客組織匿名者指他們不能容忍這些中國公安違反了「一國兩制」。又指出香港警方不是認真投入和積極處理，並警告中國共產黨，他們將要對任何中國共產黨網站發動網路攻擊和聲援此事件。
傳媒人紀碩鳴於2016年1月9日在明報撰文，提及潘維曦一案，指即使非涉及政治或異見，也可能遭到此等跨境綁架遭遇。
2016年1月10日，約有50人在中國駐倫敦大使館門前抗議。
無國界記者組織亞太地區負責人本傑明·伊斯梅爾（Benjamin Ismaïl）指，中國中央電視台及新華社明知桂民海是在受到威脅的情況下才會承認犯錯，但仍然助長這種謊言，成為宣傳工具，並非新聞媒體所為，直斥他們喪失職業操守。組織又指，中國官媒此舉對自由報道新聞的價值觀構成威脅，坦言對這種毫無新聞價值的被逼懺悔報道感到憤慨，呼籲歐盟對2間中國官媒實行制裁措施。
2016年1月17日，在渣打香港馬拉松中，警務處處長盧偉聰主持其中一組起跑儀式時，有跑手舉起仿照香港街道名稱指示牌設計的標語「Where Are Those Five People 銅鑼灣書店五子喺邊道」（銅鑼灣書店的那五個人在哪裡），質問當局5名失蹤的銅鑼灣書店職員股東（及母公司業務經理）的下落。